# Атамантия обыкновенная
Атамантия обыкновенная (Athamanthia athamantis) — центрально-азиатский вид дневных бабочек из семейства голубянок.

## Этимология
Афамант (греческая мифология) — царь племени миниев в Беотии, сын Эола, возлюбленный богини Нефелы, эпоним нескольких греческих городов.

## Описание
Длина переднего крыла 11—15 мм. Верхняя сторона крыльев коричневая либо бурая или с волнистыми, относительно широкими, оранжевыми линиями у края, а также с просвечивающимися с нижней стороны крыльев чёрными округлыми точками. На заднем крыле имеется хорошо выраженный «хвостик» на жилке Cu2. Нижняя сторона крыльев светло-серая с рядами круглых чёрных точек субмаргинального, постдискального и дискального рядов. На нижней стороне обоих крыльев проходит оранжевая прикраевая полоса. Усики булавовидные, их основания без волосистых кисточек. Щупики короткие. Передние ноги короче средних и задних. Передние ноги самцов слегка недоразвиты (лапки без сегментации), не функционируют при хождении, но в покое не прижаты к телу. Все ноги самок развиты нормально.

## Ареал
Юг и юго-запад Актюбинской области Казахстана (гряда Актолагай в нижней части поймы реки Эмба), Джунгарский Алатау (Казахстан), южная часть долины реки Или в Казахстане и Китае.
Бабочки встречаются в барханных песках, а также локально по каменистым полупустыням, в Западном Казахстане на высотах до 150 м.

## Биология
Бабочки развиваются в одном поколении за год. Время лёта с конца мая по июнь. В пустынях бабочки летают у кустарниковых зарослей. Кормовое растение гусениц: курчавка колючая (Atraphaxis spinosa).